# Övitsböle, Vanda stad
För andra betydelser, se Övitsböle.
Övitsböle (finska: Ylästö) är en stadsdel i Vanda stad i landskapet Nyland. 
Övitsböle är en växande stadsdel vars bebyggelse mestadels består av egnahemshus och radhus. Vanda å fungerar som gräns mellan Övitsböle och Helsingforsstadsdelarna Tomtbacka och Håkansåker i söder, samt Vandastadsdelarna Gruvsta och Vandadalen i väster. I norr gränsar Övitsböle med Vinikby norr om Ring III och i öster fungerar Skrakabäcken som gräns mot Backas. 
Områdets första bebyggelse fanns längs den öst-västliga, medeltida landsvägen Åbo–Viborg, Kungsvägen, som heter Övitsbölevägen idag. Brutuby och Tolkby hörde till byarna längs med Kungsvägen. 

## Områdets bostäder och invånare

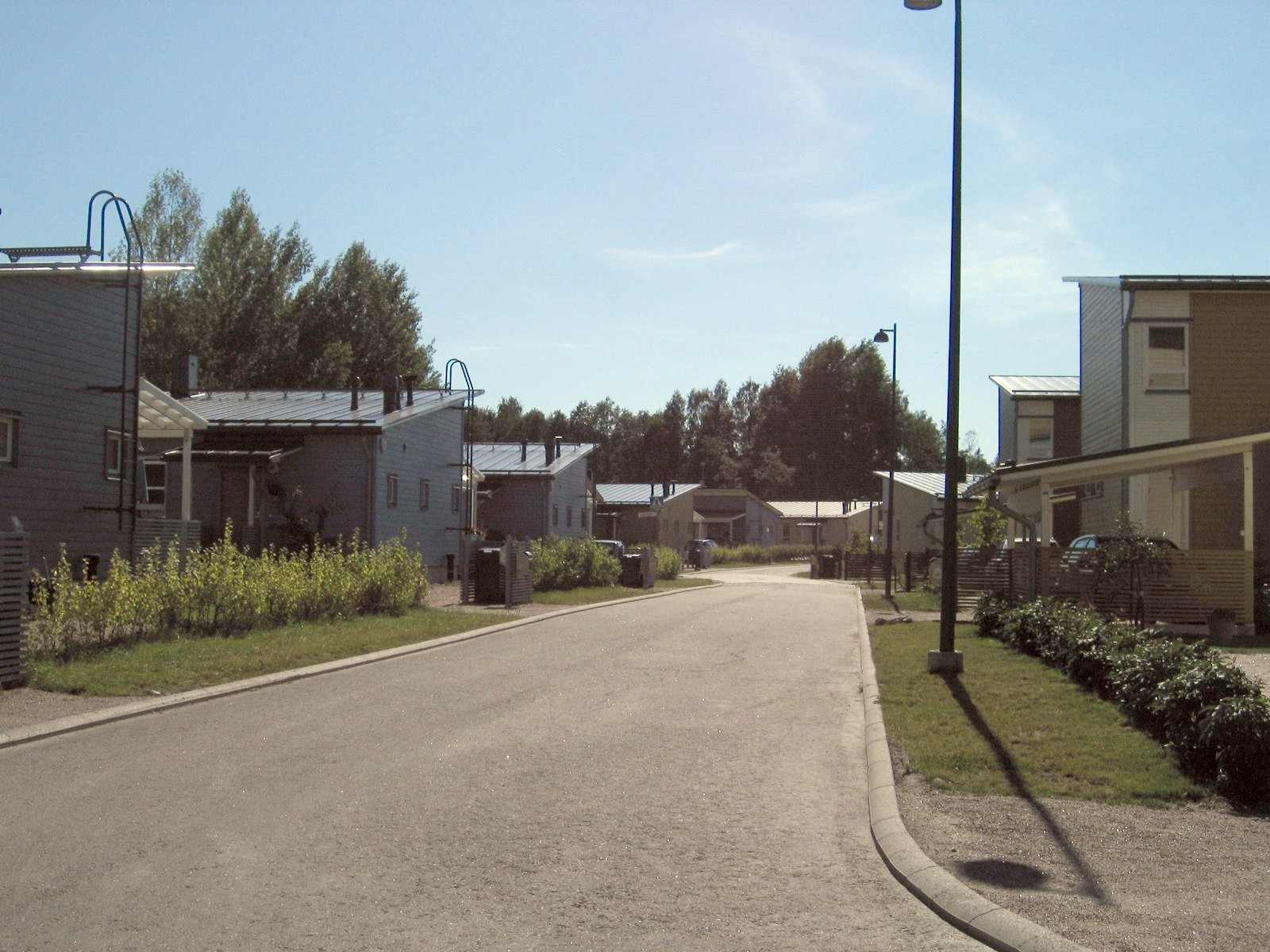
Det nya området Trä-Övitsböle

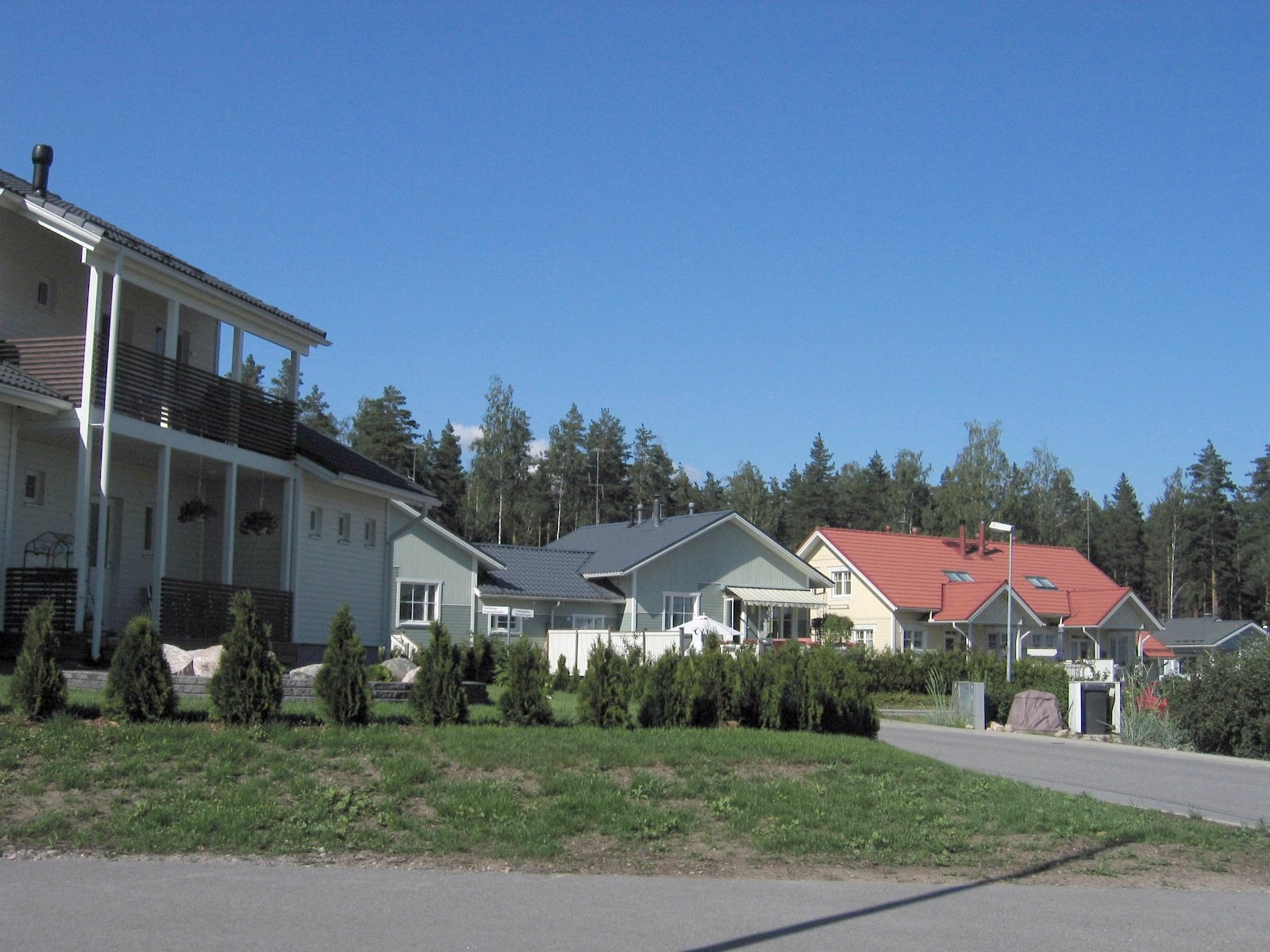
Småhusbebyggelse i Övitsböle

Det har byggts många småhus i Övitsböle, speciellt från och med 1980-talet. En tredjedel av bostäderna är byggda på 1990- eller 2000-talet. Under denna period byggdes också de första höghusen i stadsdelen vilka medförde de första bostadsrättsbostäderna (10 % av bostäderna 2003) och hyreslägenheterna (14 %). Innan dess hade alla lägenheter varit ägarbostäder. Bostädernas medelstorlek är rätt hög, 99m² (2003). 
Andelen familjer är mycket hög och 95 % av Övitsböleborna bor i familjer. Det bor många barnfamiljer i området och också många storfamiljer med över 4 barn. Medelstorleken på familjerna är dock 3,2 personer (2003). 
Var tredje person över 15 år i Övitsböle har en högskoleexamen, vilket är klart högre än Vandas medeltal. En utbildning på mellannivå hade 30 % av invånarna. Tack vare den höga utbildningsnivån är medelinkomsterna i Övitsböle över medeltalet i Vanda. 
I riksdagsvalet 2003 röstade 32,5 % på socialistpartier, 52,2 % på icke-socialistpartier och 15,4 % på övriga partier. Det största partiet var Samlingspartiet med 25,5 % av rösterna.

## Service
Det är 2–3 kilometer till köpcentret Jumbo från Övitsböle. Det finns också ett snabbköp och en livsmedelskiosk i stadsdelen. Det finns två daghem med skolklasserna 1-2. De högre klasserna 3-9 går i skola i Vandaforsen på cirka 5 kilometers avstånd. En ny skolbyggnad är under uppförande i Övitsböle och blir klar år 2008 då också klasserna 3-6 kan gå i skola i närheten av sitt hem. Det finns ingen svenskspråkig skola i Övitsböle.
Närmaste svenskspråkiga lågstadiet finns i Mårtensdal medan närmaste svenskspråkiga och samtidigt stadens enda högstadium samt gymnasium finns i Helsinge kyrkoby.